# 고래산
고래산(高崍山)은 고달산(高達山)으로 불리기도 하며, 대한민국 경기도 양평군과 여주시의 경계에 있는 높이 543m의 산이다. 경기도 여주시의 북쪽에 위치하여 북내면과 양평군에 걸쳐 있다. 북쪽에는 파사산(婆娑山, 231m)·우두산(牛頭山, 480m)·고래산(543m)·옥녀봉(玉女峰, 419m)이 산맥을 이루면서 양평군과 경계를 이룬다. 이 지역의 중앙을 흐르는 한강은 강원특별자치도와의 경계에서 섬강, 남서부의 평지를 흐르는 청미천(淸渼川)·양화천(楊花川)·복하천(福河川), 북쪽에서 흐르는 금당천(金塘川)과 각각 합류하여 북서방향으로 흐르면서 이 지역을 강남과 강북으로 나누고 있다.

## 신라 고찰 고래사
지리지에서는 그 명칭을 확인하기 어려우나 『해동지도』, 『여지도』, 『광여도』, 『1872년지방지도』, 『조선팔도지도』 등 조선 시대 지도에서는 '고달산(高達山)'이란 이름으로 등장한다. 고래산은 경기의 곡창지대인 여주 들녘에 우뚝 서 있어서 마치 큰 바다에 고래등처럼 솟아 있다 하여 그렇게 불렸다는 설이 있다. 또한 고달 마을, 고달천 등에서 관련 지명을 엿볼 수 있다.
고래산의 남동쪽 자락에 고달사지가 있다. 고달사는 764년(신라 경덕왕 23)에 창건되었다고 하며, 신라 이래의 유명한 삼원(三院), 즉 도봉원(道峰院)·희양원(曦陽院)·고달원(高達院) 중 하나로 고려시대에는 국가가 관장하는 대찰이었다. 고달사지부도(국보 4)를 비롯하여 고달사원종대사혜진탑비 귀부 및 이수(보물 6호),  고달사원종대사혜진탑(보물 7호), 고달사지석불좌(보물 8호) 등의 문화재가 남아 있다. 창건 당시에는 지금의 상교리 일대가 모두 사찰에 속했을 것으로 추정된다. 고달사지는 국보 제4호로 지정된 여주 고달사지 승탑를 위시해, 보물 3점, 향토유적지 등이 있다.

## 같이 보기
- 여주 고달사지 승탑